# Залескі (Огайо)
Залескі (англ. Zaleski) — селище (англ. village) в США, в окрузі Вінтон штату Огайо. Населення — 230 осіб (2020).

## Географія
Залескі розташоване за координатами 39°16′53″ пн. ш. 82°23′41″ зх. д. / 39.28139° пн. ш. 82.39472° зх. д. (39.281312, -82.394739).  За даними Бюро перепису населення США в 2010 році селище мало площу 1,16 км², з яких 1,14 км² — суходіл та 0,02 км² — водойми.

## Демографія
Згідно з переписом 2010 року, у селищі мешкало 278 осіб у 123 домогосподарствах у складі 80 родин. Густота населення становила 240 осіб/км².  Було 148 помешкань (128/км²).
Расовий склад населення:
| - 98,2 % — білих |

До двох чи більше рас належало 1,4 %. Частка іспаномовних становила 0,0 % від усіх жителів.
За віковим діапазоном населення розподілялося таким чином: 19,4 % — особи молодші 18 років, 65,1 % — особи у віці 18—64 років, 15,5 % — особи у віці 65 років та старші. Медіана віку мешканця становила 43,0 року. На 100 осіб жіночої статі у селищі припадало 100,0 чоловіків;  на 100 жінок у віці від 18 років та старших — 107,4 чоловіків також старших 18 років.
Середній дохід на одне домашнє господарство  становив 56 987 доларів США (медіана — 57 778), а середній дохід на одну сім'ю — 60 422 долари (медіана — 59 444). За межею бідності перебувало 13,5 % осіб, у тому числі 24,7 % дітей у віці до 18 років та 4,7 % осіб у віці 65 років та старших.
Цивільне працевлаштоване населення становило 192 особи. Основні галузі зайнятості: роздрібна торгівля — 34,9 %, виробництво — 18,2 %, освіта, охорона здоров'я та соціальна допомога — 17,7 %.